# Giải bóng đá vô địch quốc gia Palau 2006–07
Giải bóng đá vô địch quốc gia Palau 2006–07 hay Palau Soccer League 2006–07 là mùa giải thứ tư của giải đấu bóng đá ở Palau và đầu tiên kéo dài qua 2 năm. Team Bangladesh giành chức vô địch thứ 2.

## Đội bóng
Có 5 đội tham gia thi đấu ở mùa giải Giải bóng đá vô địch quốc gia Palau 2006–07. Tất cả các trận đấu đều diễn ra trên sân Sân vận động PCC Track & Field in Koror, sân nhà cho mọi đội bóng. Điều này bởi vì sự thiếu thốn địa điểm thích hợp cho các trận đấu bóng đá ở Palau. Các đội bóng mùa giải 2006–07 (liệt kê theo thứ tự bảng chữ cái) như sau:
- Mount Everest Nepal FC
- Palau Tiger Team FC
- Surangel and Sons Company FC
- Team Bangladesh FC
- Universal Peace Foundation FC

Địa điểm của Sân vận động PCC Track & Field, nơi tất cả các trận đấu đều diễn ra:
| Koror                               |
| ----------------------------------- |
| Sân vận động PCC Track & Field      |
| 7°20′B 134°28′Đ / 7,333°B 134,467°Đ |
| Sức chứa: 4.000                     |
| Koror                               |

## Mùa giải chính

### Bảng xếp hạng
| XH | Đội                           | Tr | T | H | T | BT | BB | HS  | Đ  | Lên hay xuống hạng          |
| -- | ----------------------------- | -- | - | - | - | -- | -- | --- | -- | --------------------------- |
| 1  | Surangel and Sons Company (A) | 7  | 5 | 1 | 1 | 25 | 11 | +14 | 16 | Đủ điều kiện tham dựBán kết |
| 2  | Team Bangladesh (Palau) (A)   | 6  | 4 | 0 | 2 | 30 | 9  | +21 | 12 | Đủ điều kiện tham dựBán kết |
| 3  | Mount Everest Nepal (A)       | 6  | 3 | 1 | 2 | 16 | 14 | +2  | 10 | Đủ điều kiện tham dựBán kết |
| 4  | Palau Tiger Team (A)          | 7  | 2 | 2 | 3 | 18 | 26 | −8  | 8  | Đủ điều kiện tham dựBán kết |
| 5  | Universal Peace Foundation    | 6  | 0 | 0 | 6 | 5  | 34 | −29 | 0  |                             |

Cập nhật đến 4 Nov 2011
Nguồn: http://www.rsssf.com/tablesp/palau07.html
Quy tắc xếp hạng: 1. Điểm; 2. Hiệu số bàn thắng; 3. Số bàn thắng.
PLW
(VĐ) = Vô địch; (XH) = Xuống hạng; (LH) = Lên hạng; (O) = Thắng trận Play-off; (A) = Lọt vào vòng sau. 
Chỉ được áp dụng khi mùa giải chưa kết thúc: 
(Q) = Lọt vào vòng đấu cụ thể của giải đấu đã nêu; (TQ) = Giành vé dự giải đấu, nhưng chưa tới vòng đấu đã nêu.

Note 1: Bảng xếp hạng chưa hoàn thiện vì có 5 trận đấu kết quả không rõ, xem ghi chú để biết thêm chi tiết.

### Bảng kết quả
Giải bao gồm các trận đấu sân nhà và sân khách, 4 đội xếp cao nhất sẽ thi đấu bán kết để tìm ra đội thi đấu trận cuối cùng. Đội thua bán kết sẽ đá trận playoff tranh hạng ba.
| Nhà \ Khách[1]             | MEN | PTT | SSC | TBP | UPF |
| Mount Everest Nepal        |     |     |     | 3–2 | 6–0 |
| Palau Tiger Team           | 1–0 |     | 0–6 | 1–4 | 7–3 |
| Surangel and Sons Company  | 4–0 | 1–1 |     | 1–8 | 2–1 |
| Team Bangladesh (Palau)    |     | 9–1 | 1–1 |     | 6–1 |
| Universal Peace Foundation | 0–4 |     | 1–4 |     |     |

Cập nhật lần cuối: 4 Nov 2011.
Nguồn: Palau 2007 - RSSSF.com
1 ^ Đội chủ nhà được liệt kê ở cột bên tay trái.
Màu sắc: Xanh = Chủ nhà thắng; Vàng = Hòa; Đỏ = Đội khách thắng.

Ghi chú 1: Kết quả chính xác trận đấu giữa Mount Everest Nepal và Palau Tiger Team không rõ nhưng được biết là một trận hòa.

Ghi chú 2: Kết quả 2 vòng cuối không có.

## Vòng loại trực tiếp
|  | Bán kết                   | Bán kết                   |                     |   | Chung kết | Chung kết |
|  |                           |                           |                     |   |           |           |
|  | 28 tháng Hai - Koror      |                           |                     |   |           |           |
|  |                           |                           |                     |   |           |           |
|  | Surangel and Sons Company | 4                         |                     |   |           |           |
|  | Surangel and Sons Company | 4                         | 11 tháng Ba - Koror |   |           |           |
|  | Mount Everest Nepal       | 1                         |                     |   |           |           |
|  | Mount Everest Nepal       | 1                         | Team Bangladesh     | 2 |           |           |
|  | 28 tháng Hai - Koror      |                           | Team Bangladesh     | 2 |           |           |
|  |                           | Surangel and Sons Company | 1                   |   |           |           |
|  | Palau Tiger Team          | Surangel and Sons Company | 1                   | 1 |           |           |
|  | Palau Tiger Team          |                           |                     | 1 |           |           |
|  | Team Bangladesh           | 3                         |                     |   |           |           |
|  | Team Bangladesh           | 3                         | Tranh hạng ba       |   |           |           |
|  |                           |                           |                     |   |           |           |
|  | 11 tháng Ba - Koror       |                           |                     |   |           |           |
|  |                           |                           |                     |   |           |           |
|  | Mount Everest Nepal       | 4                         |                     |   |           |           |
|  | Mount Everest Nepal       | 4                         |                     |   |           |           |
|  | Palau Tiger Team          | 2                         |                     |   |           |           |

### Bán kết
Cả hai trận bán kết đều diễn ra vào ngày 28 tháng 2 năm 2007.
| Surangel and Sons Company     | 4-1   | Mount Everest Nepal |
| ----------------------------- | ----- | ------------------- |
| Rehmus Johnson Thames Martine | Nguồn | Jayadi              |

| Palau Tiger Team      | 1-3   | Team Bangladesh           |
| --------------------- | ----- | ------------------------- |
| Illilau Ililau Ililau | Nguồn | Steinmetz Steinmetz Uddin |

### Trận tranh hạng ba
| Mount Everest Nepal | 4-2   | Palau Tiger Team |
| ------------------- | ----- | ---------------- |
|                     | Nguồn |                  |

### Chung kết
| Team Bangladesh     | 2-1   | Surangel and Sons Company |
| ------------------- | ----- | ------------------------- |
| Steinmetz Steinmetz | Nguồn | Johnson                   |

## Cầu thủ nhiều ghi bàn thắng nhất
| Thứ hạng | Cầu thủ           | Câu lạc bộ                | Số bàn thắng |
| -------- | ----------------- | ------------------------- | ------------ |
| 1        | Tony Ililau       | Palau Tiger Team          | 9            |
| 2        | Andy Johnson      | Surangel and Sons Company | 7            |
| 3        | Steve Stefano     | Palau Tiger Team          | 6            |
| 3        | Bradley Thames    | Surangel and Sons Company | 6            |
| 5        | Michael Steinmetz | Team Bangladesh           | 4            |

Nguồn: